# Mistrzostwa Świata we Wspinaczce Sportowej 2009
Mistrzostwa Świata we Wspinaczce Sportowej 2009 – 10. edycja mistrzostw świata we wspinaczce sportowej, która odbyła się w dniach od 30 czerwca do 5 lipca 2009 w chińskim mieście Xining.
Podczas zawodów wspinaczkowych zawodnicy i zawodniczki rywalizowali standardowo  w 6 konkurencjach oraz została rozegrana w ramach mistrzostw świata dodatkowa konkurencja wspinaczka (dla kobiet i mężczyzn) na czas, na ścianie o wysokości 10 metrów.

## Harmonogram
Legenda
| E | Eliminacje |  | Finał (ilość) |

| Czerwiec / Lipiec 2009 | 29 | 30 | 1 | 2 | 3 | 4 | 5 | 6 |
| ---------------------- | -- | -- | - | - | - | - | - | - |
| Wspinaczka sportowa    |    | E  | 2 | E | E | 3 | 3 |   |

## Konkurencje
Mężczyźni
- bouldering, prowadzenie i wspinaczka na czas na ścianie 10 m oraz na ścianie 15 m.

Kobiety
- bouldering, prowadzenie i wspinaczka na czas na ścianie 10 m oraz na ścianie 15 m.

## Uczestnicy, konkurencje
Zawodnicy i zawodniczki podczas zawodów wspinaczkowych w 2009 roku rywalizowali w 8 konkurencjach. Łącznie do mistrzostw świata zgłoszonych zostało 392 wspinaczy z 45 państw (każdy zawodnik ma prawo startować w każdej konkurencji o ile do niej został zgłoszony i zaakceptowany przez IFCS i organizatora zawodów). 
| Lp.   |             | KonkurencjeUczestnicy |             | bouldering | prowadzenie | wspinaczka na czas | wspinaczka na czas |
| ----- | ----------- | --------------------- | ----------- | ---------- | ----------- | ------------------ | ------------------ |
| Lp.   | ściana 10 m | KonkurencjeUczestnicy | ściana 15 m | bouldering | prowadzenie |                    |                    |
| 1.    | Mężczyźni   | 69                    | 78          | 52         | 35          |                    |                    |
| 2.    | Kobiety     | 51                    | 50          | 34         | 23          |                    |                    |
| Razem | Razem       | Razem                 | 120         | 128        | 86          | 58                 |                    |

### Reprezentacja Polski
- Kobiety:
  - we wspinaczce na czas, na ścianie h = 15 m; Edyta Ropek (zajęła 15 miejsce), a na ścianie 10 m była 4.
- Mężczyźni:
  - we wspinaczce na czas, na ścianie h = 15 m; Tomasz Oleksy był 9 m, a Jędrzej Komosiński zajął 10 m., a na ścianie 10 m był 12.

## Medaliści
| Konkurencja                       | Złoto                      | Srebro                            | Brąz                            |
| --------------------------------- | -------------------------- | --------------------------------- | ------------------------------- |
| Mężczyźni                         |                            |                                   |                                 |
| bouldering (4.07)                 | Rosja · Aleksiej Rubcow    | Rosja · Rustam Gelmanow           | Wielka Brytania · David Barrans |
| prowadzenie (5.07)                | Hiszpania · Patxi Usobiaga | Czechy · Adam Ondra               | Austria · David Lama            |
| wsp. na czas (ściana 10 m) (1.07) | Chiny · Zhong Qixin        | Kazachstan · Aleksandr Nigmatulin | Rosja · Iwan Nowikow            |
| wsp. na czas (ściana 15 m) (5.07) | Chiny · Zhong Qixin        | Rosja · Siergiej Abdrachmanow     | Chiny · Zhang Ning              |
| Kobiety                           |                            |                                   |                                 |
| bouldering (5.07)                 | Rosja · Julija Abramczuk   | Ukraina · Olha Szałahina          | Austria · Anna Stöhr            |
| prowadzenie (4.07)                | Austria · Johanna Ernst    | Japonia · Kim Ja-in               | Słowenia · Maja Vidmar          |
| wsp. na czas (ściana 10 m) (1.07) | Chiny · He Cuilian         | Chiny · He Cuifang                | Chiny · Li Chunhua              |
| wsp. na czas (ściana 15 m) (4.07) | Chiny · He Cuilian         | Chiny · He Cuifang                | Chiny · Li Chunhua              |

## Klasyfikacja medalowa
* Organizator zawodów został zaznaczony tym kolorem.
|                    |                    |                    |   |   |   |    |   |   |   |   |   |   |
| 2                  | Chiny              | 4                  | 2 | 3 | 9 | 2  | 0 | 1 | 2 | 2 | 2 |   |
| 2                  | Rosja              | 2                  | 2 | 1 | 5 | 1  | 2 | 1 | 1 | 0 | 0 |   |
| 3                  | Austria            | 1                  | 0 | 2 | 2 | 0  | 0 | 1 | 1 | 0 | 1 |   |
| 4                  | Hiszpania          | 1                  | 0 | 0 | 1 | 1  | 0 | 0 | 0 | 0 | 0 |   |
| 5                  | Czechy             | 0                  | 1 | 0 | 1 | 0  | 1 | 0 | 0 | 0 | 0 |   |
| 5                  | Kazachstan         | 0                  | 1 | 0 | 1 | 0  | 1 | 0 | 0 | 0 | 0 |   |
| 5                  | Korea Południowa   | 0                  | 1 | 0 | 1 | 0  | 0 | 0 | 0 | 1 | 0 |   |
| 5                  | Ukraina            | 0                  | 1 | 0 | 1 | 0  | 0 | 0 | 0 | 1 | 0 |   |
| 9                  | Słowenia           | 0                  | 0 | 1 | 1 | 0  | 0 | 0 | 0 | 0 | 1 |   |
| 9                  | Wielka Brytania    | 0                  | 0 | 1 | 1 | 0  | 0 | 1 | 0 | 0 | 0 |   |
| Ogółem (10 państw) | Ogółem (10 państw) | Ogółem (10 państw) | 8 | 8 | 8 | 24 | 4 | 4 | 4 | 4 | 4 | 4 |

Źródło: